# Queijo do Pico

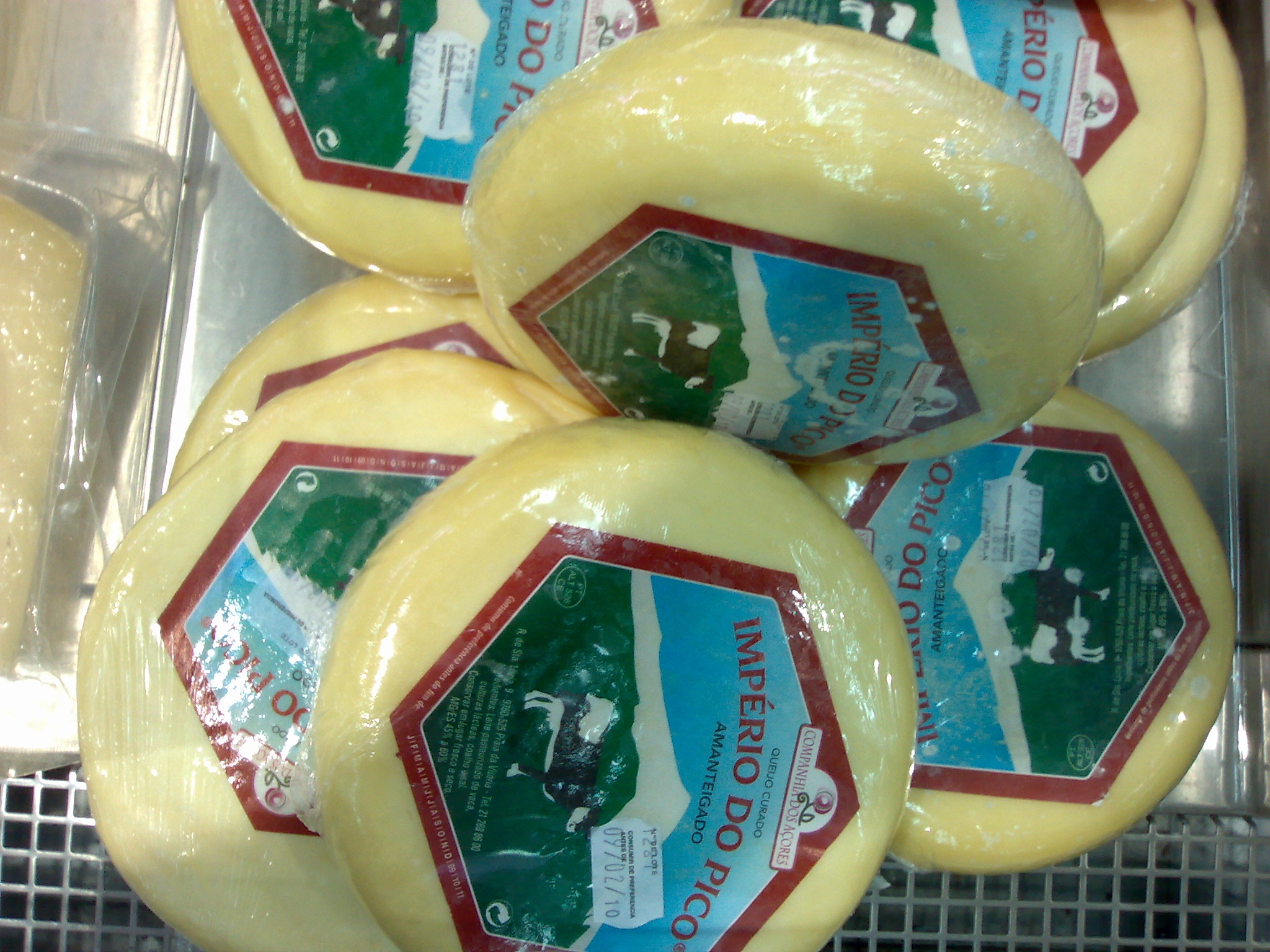
Queijo do Pico

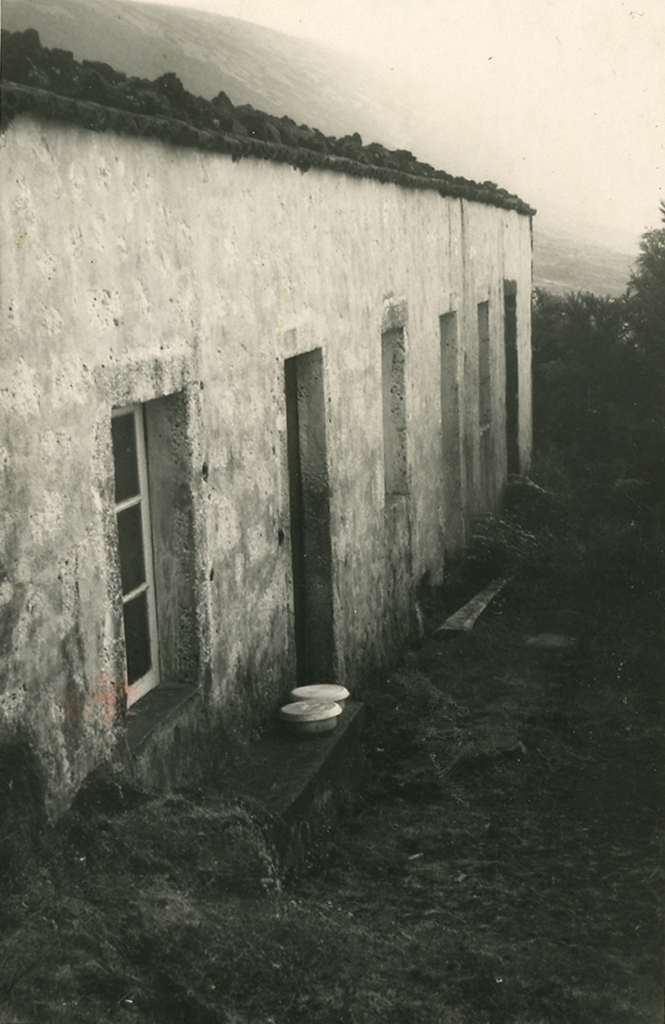
Fábrica de queijo na Ilha do Pico, em 1947

Queijo do Pico (também conhecido como Queijo de São João do Pico) é um queijo português oriundo da Ilha do Pico, pertencente à Região Autónoma dos Açores. Constitui uma denominação de origem protegida, de acordo com as normas da União Europeia, desde Outubro de 1996.
A área geográfica de produção cinge-se à Ilha do Pico, sendo a denominação de origem protegida gerida pela chamada Associação de Produtores de Queijo do Pico. As freguesias da ilha com maior tradição na produção do queijo são S. João, S. Roque, Piedade, Lages e Ribeiras.

## Descrição
Fabricado com leite de vaca cru, é um queijo curado, obtido através do esgotamento vagaroso da coalhada, após a utilização de coalho de origem animal. Na sua composição, além do leite de vaca, entra sal e coalho animal.  A cura deve demorar no mínimo 20 dias, podendo chegar até aos 28 dias, devendo realizar-se a uma temperatura de 10 a 15 graus, com uma humidade relativa de 80 a 85%.
Apresenta formato cilíndrico, com diâmetros compreendidos entre 16 e 17 cm, altura entre 2 e 3 cm, crosta amarela e um peso médio entre 650 e 800 g.  A sua textura é irregular, com uma cor branca amarelada, untuosa e pouco compacta, sendo a consistência mole e pastosa. Possui um sabor salgado activo e um aroma característico intenso. Apresenta ainda um teor de gordura entre os 45% e os 49%, podendo ser considerado um queijo gordo, e um teor de humidade entre os 67% e os 71%.

## Produção
O leite cru é coagulado com coalho animal, a uma temperatura de 26 a 27 graus. A coagulação demora cerca de 45 a 60 minutos. A coalhada é cortada em cubos de pequenas dimensões, deixando-se em seguida a dessorar (deixar sair o soro), durante cerca de 5 minutos.
O processo de moldagem e de prensagem é manual. É uma operação essencial, porquanto segue uma técnica tradicional invulgar chamada «fazer as caras ao queijo». Depois desta operação, o queijo é deixado de um dia para o outro na mesa de dessoramento, sendo posteriormente salgado e em seguida depositado na sala de cura.

## Consumo
O queijo do Pico pode ser consumido como sobremesa ou como aperitivo, acompanhado por vinho.

## História
Não se sabendo ao certo quando começou a ser fabricado o queijo do Pico, existem referências à sua fabricação datando de finais do século XVIII.
Com efeito, as primeiras referências escritas relativas aos queijos do Pico datam de 1867 e 1877, em relatos do Governador de Santa Rita e do Governador Civil da Horta, respectivamente.
A forma de o preparar tem sido passada de geração em geração até à actualidade.

## Valor económico
Segundos dados de 2019, foram produzidos neste ano cerca de 281 kg de Queijo do Pico DOP. O preço médio do queijo, incluindo IVA, foi de 8,50 euros por kg.